# Pechtón II
Pechtón II es una localidad del municipio de Larráinzar ubicado en la región de Los Altos del estado mexicano de Chiapas.

## Geografía
La localidad de Pechtón II se sitúa en las coordenadas geográficas 16°53′57″N 92°47′10″O / 16.8992, -92.7862, a una elevación de 2,031 metros sobre el nivel del mar.

## Demografía
Según el Censo de Población y Vivienda 2020, efectuado por el Instituto Nacional de Estadística y Geografía, la localidad de Pechtón II tiene 148 habitantes, de los cuales 84 son del sexo masculino y 64 del sexo femenino. Su tasa de fecundidad es de 3.9 hijos por mujer y tiene 27 viviendas particulares habitadas.
| Gráfica de evolución demográfica de Pechtón II entre 2010 y 2020 |
|                                                                  |
| INEGI.                                                           |